# Prezydenci Liberii

## Kadencja i elekcje
U początków państwa kadencja prezydenta trwała 2 lata, jednak 7 maja 1907 roku okres ten został podwojony. W latach 1980–2006 urząd był trzykrotnie znoszony przez zamachy stanu oraz pierwszą i drugą liberyjską wojnę domową.
Obecnie prezydent jest wybierany w wyborach powszechnych na powtarzalne okresy sześcioletnie. Aktualnym prezydentem jest Joseph Boakai, który objął urząd w 2024 roku.

## Rezydencja
Prezydenci Liberii rezydują i pracują w Executive Mansion w stolicy państwa, Monrovii. Budynek znajduje się po vis-a-vis Kapitolu i został zbudowany podczas prezydentury Williama Tubmana.

## Lista prezydentówLiberii
| Osoba | Osoba   | Osoba                              | Kadencja             | Kadencja             | Partia polityczna                      |
| #     | Portret | Imię i nazwisko                    | Od                   | Do                   | Partia polityczna                      |
| ----- | ------- | ---------------------------------- | -------------------- | -------------------- | -------------------------------------- |
| 1     |         | Joseph Jenkins Roberts (1809–1876) | 3 stycznia 1848      | 7 stycznia 1856      | bezpartyjny                            |
| 2     |         | Stephen Allen Benson (1816–1865)   | 7 stycznia 1856      | 4 stycznia 1864      | bezpartyjny                            |
| 3     |         | Daniel Bashiel Warner (1815–1880)  | 4 stycznia 1864      | 6 stycznia 1868      | Partia Republikańska                   |
| 4     |         | James Spriggs-Payne (1819–1882)    | 6 stycznia 1868      | 3 stycznia 1870      | Partia Republikańska                   |
| 5     |         | Edward Roye (1815–1872)            | 3 stycznia 1870      | 26 października 1871 | Prawdziwa Partia Wigów                 |
| 6     |         | James Skivring Smith (1825–1892)   | 26 października 1871 | 1 stycznia 1872      | Prawdziwa Partia Wigów                 |
| 7     |         | Joseph Jenkins Roberts (1809–1876) | 1 stycznia 1872      | 3 stycznia 1876      | Partia Republikańska                   |
| 8     |         | James Spriggs-Payne (1819–1882)    | 3 stycznia 1876      | 7 stycznia 1878      | Partia Republikańska                   |
| 9     |         | Anthony Gardiner (1820–1885)       | 7 stycznia 1878      | 20 stycznia 1883     | Prawdziwa Partia Wigów                 |
| 10    |         | Alfred Francis Russell (1817–1884) | 20 stycznia 1883     | 7 stycznia 1884      | Prawdziwa Partia Wigów                 |
| 11    |         | Hilary Johnson (1837–1901)         | 7 stycznia 1884      | 4 stycznia 1892      | Prawdziwa Partia Wigów                 |
| 12    |         | Joseph Cheeseman (1843–1896)       | 4 stycznia 1892      | 12 listopada 1896    | Prawdziwa Partia Wigów                 |
| 13    |         | William Coleman (1842–1908)        | 12 listopada 1896    | 11 grudnia 1900      | Prawdziwa Partia Wigów                 |
| 14    |         | Garretson Gibson (1832–1910)       | 11 grudnia 1900      | 4 stycznia 1904      | Prawdziwa Partia Wigów                 |
| 15    |         | Arthur Barclay (1854–1938)         | 4 stycznia 1904      | 1 stycznia 1912      | Prawdziwa Partia Wigów                 |
| 16    |         | Daniel Edward Howard (1861–1935)   | 1 stycznia 1912      | 5 stycznia 1920      | Prawdziwa Partia Wigów                 |
| 17    |         | Charles King (1875–1961)           | 5 stycznia 1920      | 3 grudnia 1930       | Prawdziwa Partia Wigów                 |
| 18    |         | Edwin Barclay (1882–1955)          | 3 grudnia 1930       | 3 stycznia 1944      | Prawdziwa Partia Wigów                 |
| 19    |         | William Tubman (1895–1971)         | 3 stycznia 1944      | 23 lipca 1971        | Prawdziwa Partia Wigów                 |
| 20    |         | William Tolbert Jr. (1913–1980)    | 23 lipca 1971        | 12 kwietnia 1980     | Prawdziwa Partia Wigów                 |
| 21    |         | Samuel Doe (1951–1990)             | 12 kwietnia 1980     | 9 września 1990      | Narodowo-Demokratyczna Partia Liberii  |
| —     |         | Amos Sawyer (1945–2022)            | 22 listopada 1990    | 7 marca 1994         | Ludowa Partia Liberii                  |
| -     |         | David D. Kpormakpor (1935–2010)    | 7 marca 1994         | 1 września 1995      | bezpartyjny                            |
| -     |         | Wilton G.S. Sankawulo (1937–2009)  | 1 września 1995      | 3 września 1996      | bezpartyjny                            |
| -     |         | Ruth Perry (1939–2017)             | 3 września 1996      | 2 sierpnia 1997      | bezpartyjny                            |
| 22    |         | Charles Taylor (1948–)             | 2 sierpnia 1997      | 11 sierpnia 2003     | Partia Narodowo-Patriotyczna           |
| 23    |         | Moses Blah (1947–2013)             | 11 sierpnia 2003     | 14 października 2003 | Partia Narodowo-Patriotyczna           |
| —     |         | Gyude Bryant (1949–2014)           | 14 października 2003 | 16 stycznia 2006     | Partia Akcji Liberii                   |
| 24    |         | Ellen Johnson-Sirleaf (1938–)      | 16 stycznia 2006     | 22 stycznia 2018     | Partia Jedności                        |
| 25    |         | George Weah (1966–)                | 22 stycznia 2018     | 22 stycznia 2024     | Kongres na rzecz Demokratycznych Zmian |
| 26    |         | Joseph Boakai (1944–)              | 22 stycznia 2024     | nadal urzęduje       | Partia Jedności                        |